# Conejo (pleme)
Conejo (Sp. "zec"), pleme američkih Indijanaca iz grupe Concho, porodica Juto-Asteci, naseljeni u drugoj polovici 17. stoljeća, prema španjolskom dokumentu iz 1693, sjeverno od rijeke Rio Grande, na području Trans-Pecosa u Teksasu. Kasnije u prvoj polovici 18. stoljeća žive tek na donjem toku rijeke Concho u Chihuahui, Meksiko.